# 鄭文彬
鄭文彬（1948年11月28日—2002年），綽號「豬哥彬」，是台灣第一個重大經濟犯罪罪犯。

## 經歷
鄭文彬為民國60年代之臺灣商場聞人，曾是臺北市松山鋼鐵小開。1979年，華南大飯店董事長陳振華控告鄭文彬陸續利用土地買賣、買鑽戒及借款的方式詐騙他新台幣五億元（當時台灣一個基層公務員月薪約為新台幣五千元）。事件爆發後，陸續有鄭文彬的投資金主現身，要求索回投資款項。鄭文彬最終決定出走海外，捲款新台幣十億餘元後逃至美國，法務部調查局因而制訂通緝要犯懸賞專刊制度。
鄭文彬出逃美國之前，仍詐騙甄秀珍所有積蓄並強拍裸照；使得甄秀珍除了退出演藝圈外，還驚恐地甚至只要被人得知住處，當晚便馬上搬家逃離。數年間，從台北市到台中市，甄秀珍搬家不下10回，還曾經逃到澳洲遊學2年半。
藏匿美國期間，鄭文彬遭到華青幫綁架勒索百萬美元，最後他花錢才得以脫身逃命。隨後，鄭文彬轉道泰國，並且與當地毒梟掛鉤，做起了毒品走私生意。2002年，鄭文彬因毒品交易糾紛，在泰國清邁地區遭槍擊，橫屍街頭。
法務部調查局自1984年開始發布通緝要犯懸賞專刊後，鄭文彬一直居於通緝要犯懸賞專刊榜首；直到涉及國安密帳案潛逃出境的前中華民國國家安全局出納組組長劉冠軍上榜，才把蟬聯榜首十餘年的鄭文彬拉下榜首。2014年2月底，臺灣臺北地方法院以鄭文彬詐騙案已超過追訴時效，判決鄭文彬免訴。

## 綽號由來
鄭文彬喜好女色，台北市諸特種營業場所均有其身影。他召妓有兩個原則：一是只召處女，二是同一個人絕不「臨幸」第二次；因此在舞小姐圈中，得到了「豬哥彬」之綽號。而他本人也深以此綽號為榮，因此總以此綽號當成自我介紹時的自我調侃。